# چیسووو
چیسووو (به لهستانی:  Cisowo) یک روستا در لهستان است که در گمینا داروووو واقع شده‌است. چیسووو ۳۲۰ نفر جمعیت دارد.